# روژریو لورنسو
روژریو لورنسو (پرتغالی: Rogério Lourenço؛ زادهٔ ۲۰ مارس ۱۹۷۱) بازیکن سابق و مربی فوتبال اهل برزیل است.
از باشگاه‌هایی که در آن بازی کرده است می‌توان به باشگاه فوتبال فلومیننزه، باشگاه پارانا، باشگاه ورزشی کروزیرو، باشگاه ورزشی واسکو دوگاما، باشگاه فوتبال فلامینگو، باشگاه فوتبال ویلا نووا، و باشگاه فوتبال گوارانی اشاره کرد.
وی همچنین در تیم‌های ملی فوتبال زیر ۱۷ سال برزیل و زیر ۲۰ سال برزیل بازی کرده است.